# Ручни рад (часопис)
Ручни рад је илустровани педагошки часопис, који је излазио у периоду од 1898. до 1901. године у Београду. Часопис је био препоручен од главног просветног савета књижарама свих основних школа у Србији, а одлуком министра просвете од 12. марта 1898. године наређено је да га све основне школе примају. Издавач и уредник био је учитељ Јован С. Јовановић, а штампала га је Државна штампарија Краљевине Србије. Ручни рад је излазио последњег дана у месецу и цена му је била 3 динара за годину дана, која се плаћала унапред.

## Тематика
Часопис се бавио програмом ручног рада у школама у широм земље, као и у иностранству, као и тиме колико је ручни рад заправо важан корак у образовању. У часопису су постојала и чланци о технологији алата, као и детаљнији описи неких заната, као што су били плетарство, столарство, картонажа, свиларство и други. У часопису су се могли наћи и извештаји са радионица, које су се одржавале широм државе.

## Сарадници
Часопис је имао много сарадника и људи који су подржавали његов рад, неки од њих су били:
- Блажа Тодоровић - секретар министра народне привреде
- Благоје Илић - учитељ у Алексинцу
- Велимир Петровић - учитељ у Неготину
- Димитрије Стојановић - учитељ у Београду
- Димитрије Пејовић - учитељ у Нишу
- Ђорђе С. Јовановић - учитељ у Рушњу
- Јован Миодраговић - референт за основну наставу министарства просвете
- Јован Срећковић - учитељ у Параћину
- Јован Милојевић - учитељ у Јагодини
- Јован Стојановић - учитељ у Лесковцу
- Коста Милосављевић - учитељ у Прокупљу
- Љубомир Селаковић - учитељ у Ваљеву
- Михаило Храбреновић - учитељ у Клењу
- Милан Косановић - учитељ у Нишу
- Михаило Катић - учитељ Крушевцу
- Насловна страна двоброја 5 и 6 из 1899. годинеМилоје Д. Милићевић - учитељ у Пожаревцу
- Михаило Бугариновић - учитељ у Ужицу
- Сретен М. Аџић - управник мушке учитељске школе у Јагодини
- Станоје М. Мијатовић - учитељ у Пољни
- Сима Јеврић - учитељ у Рачи